# 1442
1442 (MCDXLII) fue un año común comenzado en lunes del calendario juliano.

## Acontecimientos
- Alfonso V de Aragón conquista Nápoles.

## Nacimientos
- 28 de abril - Eduardo IV, rey inglés entre 1461 y 1470 y entre 1471 y 1483 (f. 1483).

## Fallecimientos
- 29 de agosto: Juan VI de Bretaña, noble francés (n. 1389).
- 14 de noviembre: Yolanda de Aragón, infanta de la Casa de Aragón y reina de Nápoles.